# رون بزمن
رون بزمن (به انگلیسی: Ron Bozman) زاده ایالت تگزاس، تهیه‌کننده فیلم هالیوودی عمده شهرت او برای تهیه فیلم سکوت بره‌ها ۱۹۹۱ که برای او جایزه اسکار بهتربن فیلم را بهمراه داشت.